# Tortula viridifolia
Tortula viridifolia là một loài Rêu trong họ Pottiaceae. Loài này được (Mitt.) Blockeel & A.J.E. Sm. miêu tả khoa học đầu tiên năm 1998.